# عبد العزيز بن إبراهيم العمري
عبد العزيز بن إبراهيم بن سليمان العُمري باحث ومؤلف سعودي، من مواليد مدينة بريدة الواقعة في منطقة القصيم سنة 1376 هـ. عمل كأستاذ في قسم التاريخ والحضارة والنظم الإسلامية بجامعة الإمام محمد بن سعود الإسلامية سابقاً، وعضو المجلس البلدي بالرياض، وعضو جمعية دراسات الشرق الأوسط، بالإضافة إلى كونه عضو اتحاد المؤرخين العرب والخليجيين والسعوديين.